# Усатаев, Меиртай Адильтаевич
Меиртай Адильтаевич Усатаев (каз. Мейіртай Әділтайұлы Ұсатаев; 12 ноября 1923, Карааул — 6 июня 2001, Алматы) — участник Великой Отечественной войны, советский и казахский государственный и партийный деятель. Член КПСС (1950—1991).

## Биография
Родился в 1923 году в селе Карауыл, Абайской области. Происходит из рода Тобыкты племени Аргын. Его прадед, Акберды Жакыпов, двоюродный брат по отцовской линии Абая Кунанбаева.
В 1933 году, в результате голода в Казахстане, остался без родителей и воспитывался в детском доме в Аягозе. В 1940 году вступил в ВЛКСМ.
Окончил техникум физической культуры в г. Алматы и с января по март 1942 года был преподавателем физкультуры в Казалинском районе.
В марте 1942 года был призван в Красную Армию и направлен в Воронежское военное училище связи в г. Самарканд.
После окончания училища с присвоением воинского звания «лейтенант» с апреля 1943 года на фронте. Участвовал в боях и сражениях в составе Волховского, Ленинградского и 2-го Белорусского фронтов. Участвовал во взятии Кенигсберга. Завершил участие в войне в Померании, г. Свинемюнде (в настоящее время Свиноуйсце, после передачи Польше) в мае 1945 года в должности начальника связи дивизии. С мая 1945 по июль 1946 года служил в составе Оккупационных войск в Германии.
С июля 1946 г по сентябрь 1952 г работал преподавателем военного дела, физкультуры и казахского языка в школах Алматинской области. В этот период вступил в члены КПСС (1950).
С сентября 1953 г. по март 1961 г, после года службы в рядах Советской Армии помощником начальника артиллерийского вооруженного отделения зенитного дивизиона Туркестанского военного округа, на партийной работе. Освобожденный секретарь первичной организации Алматинского табаксовхоза, второй секретарь Илийского, затем Саркандского районных комитетов Компартии Казахстана в Алматинской области. В 1956 г. заочно окончил педагогический институт имени Абая в городе Алматы.
В марте 1961 г. перешел на советскую работу, будучи избранным председателем Саркандского исполкома районного Совета депутатов трудящихся, а в апреле 1962 года был вновь переведен на партийную работу — избран секретарем парткома КП Казахстана производственного Саркандского колхозно-совхозного управления, а в 1965 году — первым секретарем Саркандского райкома КП Казахстана. Через 5 лет, в декабре 1970 года, был избран первым секретарем Талдыкорганского райкома КП Казахстана.
За время работы неоднократно был делегатом съездов Компартии Казахстана. На ХIV съезде КП Казахстана был избран в состав секретариата съезда. На этом же съезде был избран в состав Центрального Комитета КП Казахстана.
В июне 1978 года перешел на профсоюзную работу, будучи утвержденным заведующим отдела Казсовпрофа. Через год, в августе 1979 года, был избран председателем обкома профсоюза рабочих пищевой промышленности Алма-Атинской области, кем и проработал до выхода на пенсию со статусом республиканского значения.
Боевой и трудовой путь Усатаева М. А. был неоднократно отмечен государственными наградами СССР и медалями ВДНХ.

## Семья
Жена Капипа Камардановна (род. 15 августа 1928 г.). 4 детей, из них 2 сына: Болат, Мурат и 2 дочери: Сауле, Зауре.

## Награды
- Орден Ленина
- Орден Трудового Красного знамени (трижды)
- Орден Отечественной войны I степени[3]
- Орден «Красной Звезды»[4]
- Медаль «За взятие Кенигсберга»[5]
- Медаль «За победу над Германией в Великой Отечественной войне 1941—1945 гг.»
- Медаль «За освоение целинных земель»
- Малая золотая медаль Всесоюзной сельскохозяйственной выставки[6]
- Золотая медаль ВДНХ «За достигнутые успехи в развитии народного хозяйства СССР»[7]
- Большая серебряная медаль ВСХВ[8]
- Серебряная медаль ВДНХ «За успехи в народном хозяйстве СССР»[9]
- Бронзовая медаль ВДНХ «За успехи в народном хозяйстве СССР»[10]

## Память

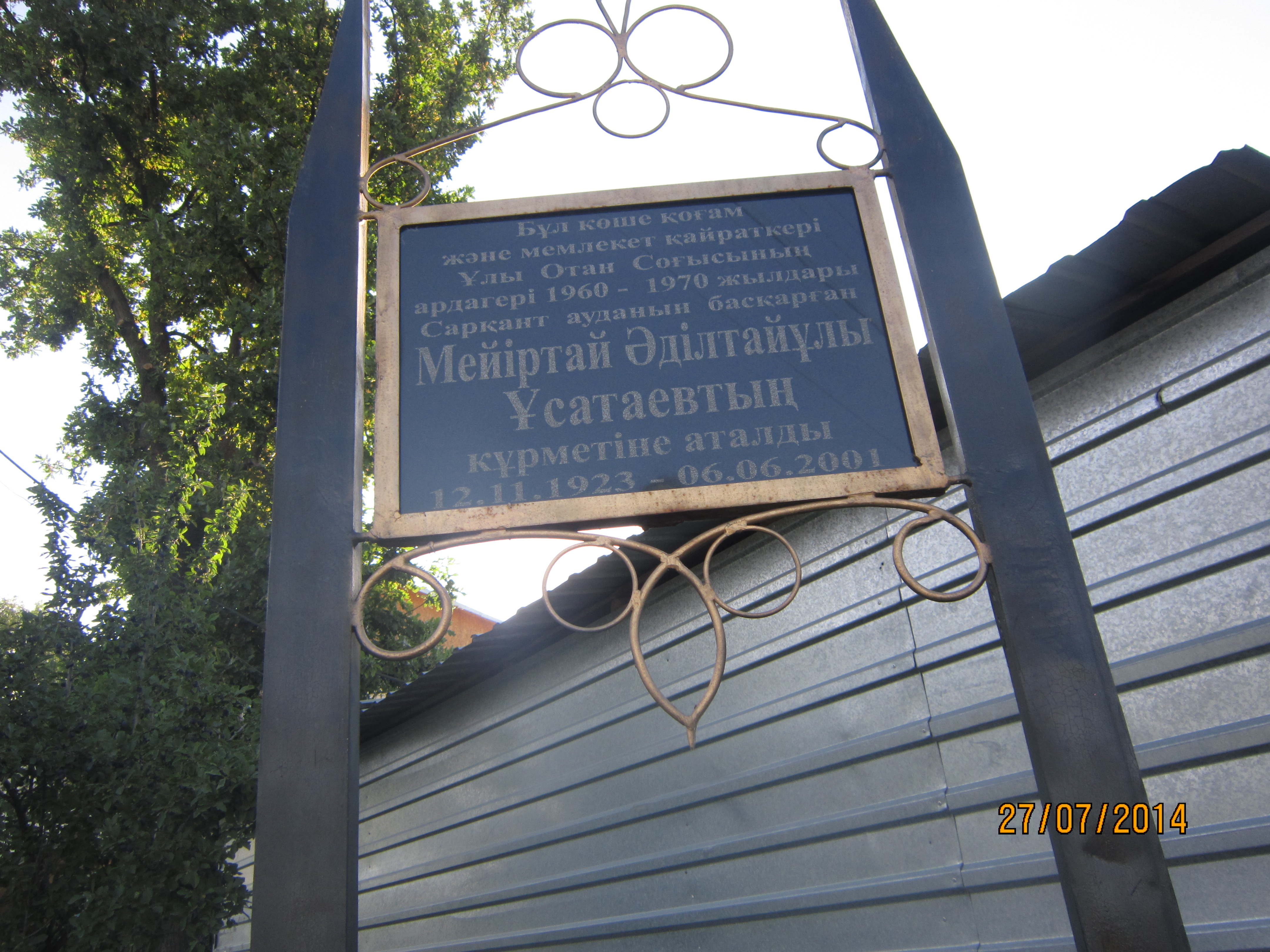
Мемориальная доска на улице М. Усатаева в г. Сарканд

В честь Усатаева М. А. названа улица в г. Сарканд, а также установлена мемориальная доска.

### Издательства
- Qazaqstan Kommunistīk partii︠a︡sy Sʺezd Alma-Ata, Kazakh S.S.R. XIII съезд Коммунистической партии Казахстана, 24-26 февр. 1971 года: Стенографический отчет. — Казахстан,, 1972. — 416 с.